# Jean-Marie Albert Bottequin

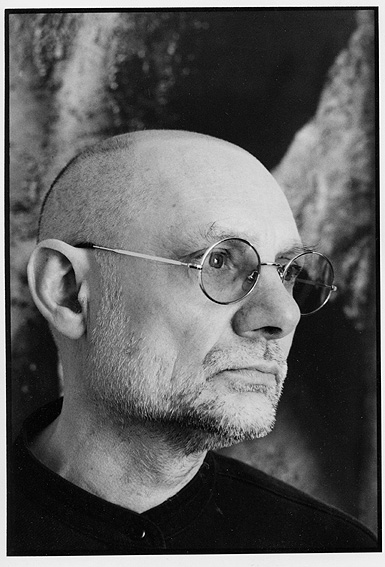
Jean-Marie Bottequin

Jean-Marie Bottequin (* 29. April 1941 in Gent) ist ein belgischer Fotograf, Fotojournalist, Fotokünstler und Pantomime.

## Leben
Jean-Marie Bottequin ist der Sohn von Armand Bottequin (Professor für Philosophie, Theaterwissenschaften und Romanische Sprachen; aus der Wallonie, Belgien) und seiner flämischen Frau, der Krankenschwester und Sozialarbeiterin Odile Maenhout-Bottequin. Aus der ersten Ehe seines Vaters stammen die Söhne Jacques und Pierre; aus der Ehe mit Odile Maenhout gingen Jean-Marie Albert, Guy Antoine und Monique hervor.
Im Jahr 1957 absolvierte Bottequin sein Abitur; danach Studium des klassischen Theaters an der Ecole des Hautes Etudes; 1959 Studium der Romanistik, Pädagogik und Kunsterziehung an der Universität Gent. 1960 begann er ein Studium der Malerei und Kunsterziehung bei dem angesehenen belgischen Künstler Octave Landuyt an der Normalschool voor plastische Kunsten in Gent. Seit 1962 ist er freier Fotograf, Fotokünstler und Autodidakt.
1968 stellt Bottequin seine ersten Sozialreportagen her für die Illustrierte Quick, danach ist er Hausfotograf und Reporter bei IOS, Investors Overseas Services, Genf – München. Seit 1970 ist Bottequin weiter selbständig tätig als Fotojournalist. Neben seiner freiberuflichen Tätigkeit arbeitet Bottequin von 1972 bis 1981 zudem als Mitarbeiter der Dramaturgie und als Hausfotograf beim Bayerischen Staatsschauspiel. Von 1975 bis 1985 hat er eine Dozententätigkeit am Lehrinstitut für Grafikdesign U5 (jetzt Akademie in der Einsteinstraße).

## Privates
Bottequin war in erster Ehe mit Monique Kesteman verheiratet. Dieser Ehe entstammen die gemeinsamen Kinder Caroline und Michel. In zweiter Ehe war er verheiratet mit der belgisch-US-amerikanischen Schauspielerin, Synchronsprecherin, Übersetzerin und Buchautorin Marietta Meade. Aus dieser Ehe stammen die gemeinsamen Kinder Ezra, Avital und Ayalah.
Jean-Marie Bottequin spricht Französisch, Niederländisch, Deutsch und Englisch.
Seit 1968 lebt und arbeitet Bottequin in München. 

## Wirkungsbereiche
- Fotodesign, Werbe-, Porträt-, Industriefotografie
- Theater- und Bühenfotograf: Bayerisches Staatstheater, Bayerische Staatsoper, Bayreuther Festspiele, Württembergisches Staatstheater, Vereinigte Bühnen, Wien, Stuttgarter Ballett, Hamburger Oper, Burgtheater Wien, uva.
- Ballettfotograf: Stuttgarter Ballett; Hamburger Staatsballett; Königliches Ballett von Flandern.
- Autofotografie: 1984 stellt Bottequin eine umfangreiche Fotoserie her für die BMW AG.
- Fotojournalist für führende deutsche Zeitschriften und Illustrierte (z. B. Stern, Der Spiegel, Lui, Playboy Deutschland, Form Magazin, Phototechnik und Design, Le Photographe, M Magazin, BMW Magazin, Freundin, Bunte), sowie europäische Fachpresse.
- Sozialreportagen
- Standfotografie
- Reisefotografie (u. a. Türkei, Frankreich, USA, Deutschland, Italien, Spanien, Bulgarien, Algerien, Kanarische Inseln, Indien); für Stern, Quick, Ambiente, Geo, Spiegel, Lui, Country und viele andere Zeitschriften
- Industrie- und Sachfotografie
- Architekturfotografie
- Gemälde-Reprografie und Skulpturfotografie
- Art Director (für Prospekte und Illustrationen), u. a. Classic Cars / BMW AG; Druckerei Kieser, Augsburg; Residenztheater München; Presseamt und Kulturreferat Stadt München; Europäisches Patentamt, BMW AG und verschiedene Broschüren im Kulturbereich.
- Life-Coach, Profiler, Dozent und Mentor. Consultant in der Positiven Transkulturellen Psychotherapie (WAPP)
- Schreibt Artikel für das PPT Journal "The Global Psychotherapist", in "Global_Healthcare" und Research Gate

## Internationale Zusammenarbeit
Bottequin arbeitete unter anderem zusammen mit bzw. für Andy Warhol, Harold Pinter, Friedensreich Hundertwasser, Kurt Meisel, Luc Bondy, Ingmar Bergman, Ernst Fuchs, Giora Feidman, Karlheinz Böhm, George Tabori, Roman Polański, André Heller, Wolfgang Wagner, Marcia Haydée, Volker Prechtel, Greta Scacchi, Kristina Söderbaum, John Neumeier, Théâtre du Soleil, Peking Oper, Jean-Pierre Ponnelle, Marianne Sägebrecht, Katja Riemann, Sankai Juku, Butoh Theater, Zirkus Roncalli, Jean-Charles de Castelbajac, Walter Felsenstein, Bernard Cornfeld, Inter Nationes, Jürgen Flimm, David Esrig, Patrice Chéreau, Marcel Broodthaers, Jiří Kylián, Krzysztof Penderecki, Architekt Hermann Grub, Aribert Reimann, Harry Kupfer, Uwe Bremer, Eduardo Paolozzi, Max Bill, Rudolf Heinrich, Reinhard Heinrich.
Weitere Zusammenarbeit mit Jacques Lowe (Kennedys Hausfotograf), Rainer Werner Fassbinder, Irm Hermann, Pina Bausch, Löwendompteur René Strickler, Hannelore Schroth, Ellen Raab, Rita Russek, Kathrin Ackermann, Susan Avilès, Peter Ludwig, Gaby Dohm, Katerina Jacob, Heli Finkenzeller, Robert Atzorn, Maria Schell, Katharina Böhm, Walter Schmidinger, Peter Fricke, Klaus Löwitsch, Nikolaus Paryla, Klausjürgen Wussow, Ulrich Tukur, Marius Müller-Westernhagen, Christian Kohlund, Peter Weck, Valery und Galina Panov, Beatrix Cordua, Konstanze Vernon, Nina Hagen, Nizza Thobi, Carlos Païta, Daffid Llywelyn, Yacht-Designer und Architekt Paolo Cagliari, Pia Douwes, Oleg Popow und Charlie Rivel und weitere Künstler, Schauspieler, Tänzer und Mimen.
Zu Bottequins internationalen Kunden gehört BMW.

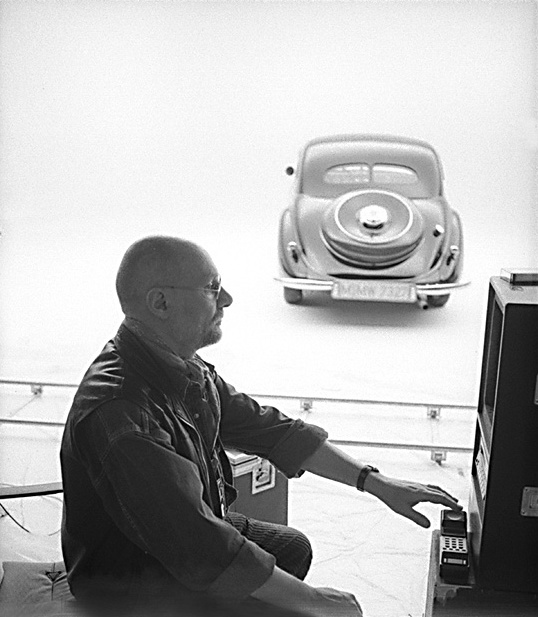
Jean-Marie Bottequin fotografiert BMW

## Auszeichnungen
- 1967: Preis der belgischen Kritik für seine schwarz-weiß Fotografien
- 1981: Sonderpreis der Triennale der Photographie in Freiburg im Üechtland, Schweiz
- 1988: Award of Excellence in Chicago, USA
- Speaker Award of Speaker Excellence, Nürnberg 2022

## Publikationen
- "Theater, Zirkus, Varieté", vwi Verlag, Herrsching 1980
- "Die Liebe nach der Jagd...", Verlag ETC München 1979
- "Der Ring", Bayreuth 1976–1980, Edit. Robert Laffont, Paris 1980
- "König Ludwig II", Ullstein Langen Müller Verlag, München 1985 (mit Herbert Rosendorfer)
- "Der Ring", Bayreuth 1988–1992, Europäische Verlagsanstalt, 1992
- "Die 7 Jahre des 7 – Die Entwicklung des großen BMW", Steinhaus Verlag, 1986
- "Design Process Auto", Neue Sammlung München, 1987
- "L'art, le Style et l'Auto", Musée de l'art moderne de la ville de Paris, 1985
- "Shylock", George Tabori, Andrea Welker, 1980
- "Die Freimaurer", Marcel Valmy, Callwey Verlag, 1990
- "Kunstsammlung Europäisches Patentamt", 1998
- "Ingmar Bergman Archive", Taschen Verlag 2008
- Global Psychotherapist, Volume 3 Number 1, Jan'2023 "Stopp & Act"
- Researchgate, https://www.researchgate.net/profile/Jean-Marie-Bottequin

## Lehrtätigkeit
Seit 1975 absolviert Bottequin verschiedene Lehrtätigkeiten im In- und Ausland (USA, Australien, Japan, Korea, Belgien, Frankreich, Italien, Deutschland, Österreich). Des Weiteren ist er Gastdozent für fotografische Gestaltung an der Kunstakademie Gent, der Volkshochschule München und dem Lehrinstitut für Graphische Gestaltung in München. Universität Ulm seit 2006, Juridicum Universität Wien. Münchner Marketing Akademie seit 2016.
Speaker seit 1980

## Beratungstätigkeit
Bottequin war u. a. als Berater für den Europarat sowie für die UNESCO tätig.
Seit 2004 AfP Akademie für Persönlichkeitsbildung, internat. univ. Gastdozent für Kommunikation und Soft Skills - Trainer in Körpersprache - Rhetorik - 
Berater in der Positiven Transkulturellen Psychotherapie (WAPP) 

## Einzelausstellungen
- Vor 1967 zahlreiche Ausstellungen in Belgien in Museen und Galerien
- 1967 Belgisches Haus, Köln
- 1967 Palais des Beaux Arts, Charleroi, Belgien
- 1968 Palais des Beaux Arts, Brüssel, Belgien
- 1978 Galerie Manfred Arndt, München
- 1979 Foyer der Württembergischen Staatsoper
- 1980 Galerie Dagmar von Gottberg, Hamburg
- 1981 Autoren Galerie I, München
- 1981 Fotomuseum im Stadtmuseum München
- 1981 Foyer des Bayerischen Staatstheaters
- 1981 Hanseatic Kontaktfilm, Hamburg
- 1981 Galerie Lavuun, Gent, Belgien
- 1982 Rathaus Dingolfing
- 1983 Galerie Siegfried De Buck, Gent, Belgien
- 1983 Galerie Weihersgut, Mozarts Geburtshaus, Salzburg
- 1984 Galerie Brötzinger Art, Pforzheim
- 1984 Galerie Altbau, Irsee/Allgäu
- 1984 Autoren Galerie I, München
- 1985 Galerie Photomania, Nürnberg
- 1986 Autoren Galerie I, München
- 1986 Galerie im Metropol, Wien, Österreich
- 1986 Circuit van Vlaanderen, Wanderausstellung in 20 Städten in Flandern, Belgien
- 1986 Alabama Halle, München
- 1987 Galerieim Metropol, Wien
- 1987 Galerie "Amerika ist größer", Düsseldorf
- 1988 Belgisches Haus, Treppengalerie, Köln
- 1989 Autoren Galerie I, München
- 1992 Autoren Galerie I, München ("Mutation")
- 1993 Nautilus Foundation, Tallahassee, Florida, USA
- 1993 Europäisches Patentamt, München: Retrospektive und Neue Arbeiten
- 1994 Pro Familia, München
- 1995 Galerie Kulturgut, Fürth
- 1997 Autoren Galerie I, München ("Mummu"), "Photoargentographien", Silberlichtdrucke in kleiner Auflage
- 1997 Galerie Lucas de Bruycker, Merendree/Gent, Belgien
- 1997 Galerie Pim de Rudder, Assenede, Belgien
- 1998 Stadt Pézénas, Frankreich, Maison des Métiers d'Arts
- 1999 Stadt München, Galerie Goethe
- 2000 Pegasus Logenheim, Fürth
- 2000 Stadtmuseum Fürth, Schloss Burgfarrnbach
- 2001 U-Bahn Galerie München
- 2001 Galerie Pich, München
- 2001 Autoren Galerie I, München
- 2001 Goethe-Institut, München
- 2002 Galerie Reygers, München
- 2005 Kunstverein Murnau
- 2005 Autoren Galerie I, München
- 2005 Hotel Kaiserin Elisabeth, Feldafing
- 2006 Autoren Galerie I, München, Türkisblau, "Zahira"
- 2008 Bradipo München, Preising-Palais
- 2023  Autoren Galerie 1, München 2023  Toskana Weinhandlung & Galerie, München, journalististik Arbeiten seit 1964  2022  Stiftung Pim De Rudder, Assenede, Belgien, TABU  2019 Freimaurerloge, Kapitel „Kant zum Ewigen Frieden“, München  2019  Galerie Hegemann, München  2019  Toskana Weinhandlung und Galerie, München  2019  Autoren Galerie 1, München  2018  ZEBRA, Zebrastraat, Retrospektive  2017 Geuzenhuis, Stadt Gent, 9 Septenaires, Retrospektive JM Bottequin  2017 Freimaurer Loge „Empor zu Mozart Licht“, München  2017 Toskana Weinhandlung und Galerie, München  2017 Autoren Galerie 1, München  2016 Toskana Weinhandlung und Galerie, München  2016  Autoren Galerie 1, München  2015  Autoren Galerie 1, München  2014 Autoren Galerie 1, München  2011 Autoren Galerie 1, München

## Gruppenausstellungen
- 1967 Arts Centre University of Sussex, England
- 1967 Arts Centre University of London, England
- 1967 Arts Centre University of Edinburgh, Schottland
- 1970 Galerie Margarethe de Boevé, Assenede, Belgien
- 1972 Galerie Margarethe de Boevé, Assenede, Belgien
- 1977 Galerie Lavuun, Belgien
- 1978 Galerie Lavuun, Belgien
- 1979 Autoren Galerie I, München
- 1980 Autoren Galerie I, München
- 1981 Triennale de la photographie, Fribourg, Schweiz
- 1981 Autoren Galerie I, München
- 1981 Galerie im Rathaus, München
- 1981 Goethe-Institut, London, England
- 1982 Autoren Galerie I, München
- 1982 Galerie Rutzmoser, München
- 1983 BMW Galerie, München
- 1983 Autoren Galerie I, München
- 1984 BMW Galerie, München
- 1984 BMW Darmstadt, Hamburg, Berlin
- 1984 Europa Kollegium, "Visions sans frontières", Brügge, Belgien
- 1985 Musée d'art moderne de la ville de Paris, Frankreich
- 1985 Stadtmuseum, Villa Vauban, Luxemburg
- 1986 BMW Toronto, Kanada
- 1986 Die Neue Sammlung, München
- 1987 Dokumenta Life, Kassel, BMW Pavillon
- 1991 ART Hamburg '91, internationale Kunstmesse
- 1992 Autoren Galerie I, München
- 1993 Autoren Galerie I, München ("Zum Beispiel Eros")
- 1993 Edition Galerie Wegman, Grafing b. München
- 1994 Galerie und Museum / Fonds der freien russischen Gegenwartskunst e.V., St. Petersburg, Russland
- 1995 Autoren Galerie I, München
- 1996 Autoren Galerie I, München ("Zum Beispiel Kunst")
- 1996 Galerie Pim de Rudder, Assenede, Belgien
- 1997 Autoren Galerie I, München
- 1997 Gasteig München, "Visiones"
- 1998 Große Kunstausstellung, Haus der Kunst, München, "Secession"
- 1998 Autoren Galerie I, München
- 1999 Autoren Galerie I, München
- 1999 DesignMesse, München
- 2000 Seidl-Villa, München
- 2000 Stadtmuseum Fürth, Schloss Burgfarrnbach
- 2001 Autoren Galerie I, München
- 2001 Institut Français de Munich
- 2001 Theaterakademie Burghausen
- 2001 Galerie Pich, München
- 2002 Kriminalmuseum Rothenburg ob der Tauber
- 2002 Autoren Galerie I, München
- 2003 Landesmuseum Braunschweig
- 2004 Galerie Kunstkabinett Hespert, Reichshof bei Köln
- 2004 Rathaus Menden, Gruppe Pegasus
- 2005 Autoren Galerie I, München
- 2007 St. Alban les Eaux, Frankreich, 3ème édition de la biennale de la photo "images pour les autres"
- 2008 Autoren Galerie I, München
- 2009 Round Table, München
- 2010 Galerie Hamit Cordan, Wolfrathshausen, "Welt der Frauen – Frauen der Welt"
- 2018 Pasinger Fabrik
- 2023 Kunstturm, Wolfratshausen

## Werke in Sammlungen
- Musée des Beaux Arts, Charlerloi, Belgien;
- Sammlung der Belgischen Staates;
- EBES, Belgische Elektrizitätswerke;
- Nationaltheater Gent, Belgien;
- Fotomuseum München;
- Europäische Patentamt, München;
- Neue Sammlung, München;
- Autoren Galerie I, München;
- The Nautilus Foundation, Tallahassee, Florida, USA;
- BMW Museum, München;
- Theatermuseum München, gesamtes Theaterarchiv von 1972 bis 1982;
- Freimaurermuseum Bayreuth;
- Maison des Métiers d'Art de la Ville de Pézénas, Frankreich;
- Privatsammler in USA, Frankreich, Österreich, Schweiz, Indien, Korea, Belgien und Deutschland.

## Fotoseminare / Vorträge
Als Begründer von IPS (International Photographic Seminars: Fotografie-Seminare für Berufs- und Amateurfotografen) leitet Bottequin seit 1980 Fine Art Photoseminare und gibt öffentliche Vorträge über visuelle Wahrnehmung und aktives Sehen.

## Filmografie (Dokumentarfilme)
- "Cobra Gruppe bei Kindern", Film über Experimentalpädagogik, im Auftrag der UNESCO und Universität Gent, 1960, 30 min, 16 mm
- "Sanne Sannes – Photograph in Holland", Belgisches (flämisches) Fernsehen (BRT), Gent, 1967, 20 min, 16 mm
- "Photographieworkshop – eine Selbstinszenierung", im Auftrag von Fotomagazin, München, 1987, 17 min, Beta SP
- "Donni Buffalo Dog & Ursula Hanes – zwei Bildhauerinnen in der Toscana", im Auftrag des Musée du Nouveau Monde, La Rochelle, Frankreich, 1988, 30 min, Beta SP
- "Metamorphosen", Autodesign im 20. Jahrhundert, im Auftrag von BMW AG, München, 1993, 9 min, 16 mm, Präsentation an der Internationalen Designausstellung in Paris
- "Kunst in Brasilien", im Auftrag des Europäischen Patentamts (EPA), München 1995, 25 min, Beta SP
- "Cristine Barroso – ein Portrait", im Auftrag des Europäischen Patentamts (EPA), München, 1996, 29 min, Beta SP

## Mimografie
Bottequin ist Schüler der französischen Mimen Étienne und Maximilien Decroux, Marcel Marceau, Marcel Hoste, Pinok und Matho, Théatre TEMP, Paris.

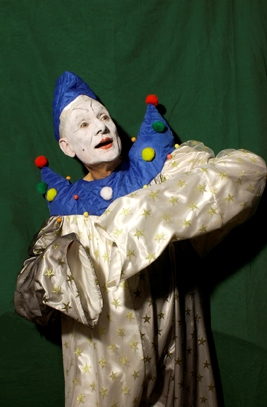
Jean-Marie Bottequin